# Aeropuerto de la Ciudad de Londres
El Aeropuerto de la Ciudad de Londres (en inglés: London City Airport) (IATA: LCY, OACI: EGLC) es un aeropuerto situado en la ciudad de Londres, capital del Reino Unido. Es un aeropuerto diseñado para despegues y aterrizajes en un corto espacio (STOL), de una sola pista. Se encuentra situado en el distrito municipal de Newham, al este de Londres, y fue construido entre 1987 y 1988 por la constructora Mowlem. El aeropuerto de la Ciudad es el quinto en tráfico de la ciudad de Londres, tras los aeropuertos de Heathrow, Gatwick, Luton y Stansted.
Su finalidad principal es el acceso rápido al distrito financiero de la ciudad, la conocida como City de Londres. En el año 2006 más de dos millones de pasajeros utilizaron el aeropuerto. Ese mismo año fue escogido como el mejor aeropuerto del Reino Unido.

## Historia

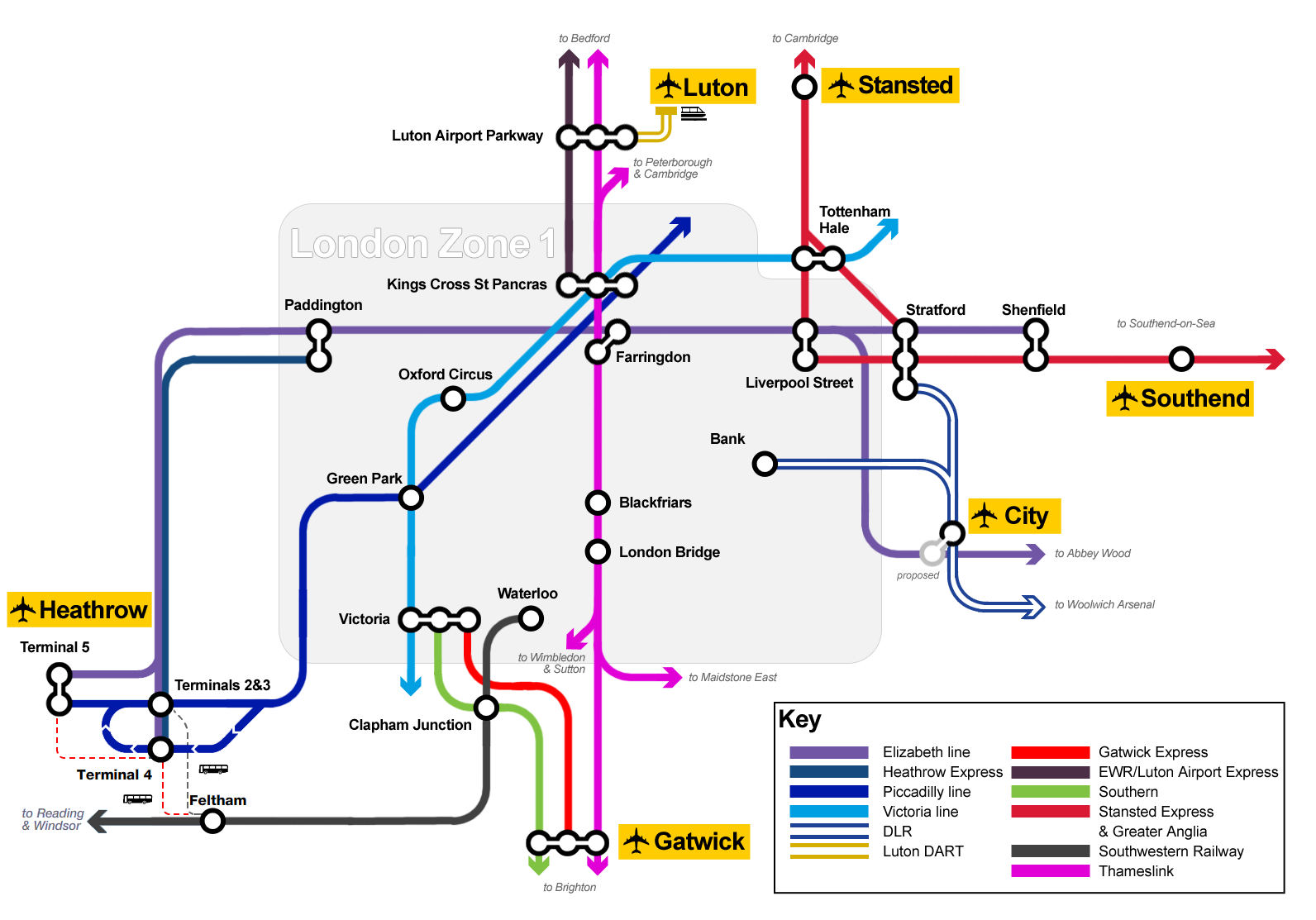
Esquema de las principales conexiones de tren y metro entre los aeropuertos de Londres.

Mapa de todos los servicios de tren y metro administrados por TfL

Docklands Light Railway es el ferrocarril que sirve el aeropuerto.

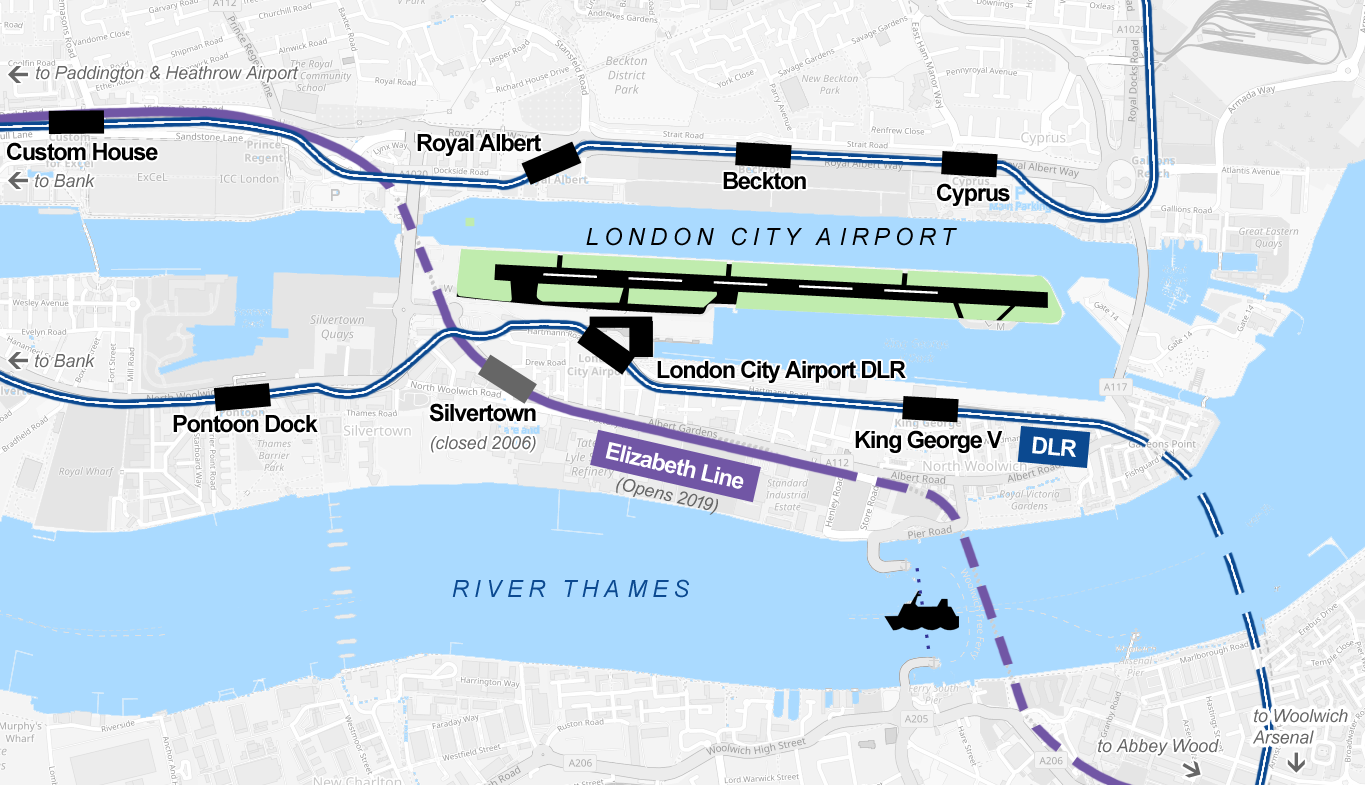
Se discute que también cuente con una estación de Crossrail.

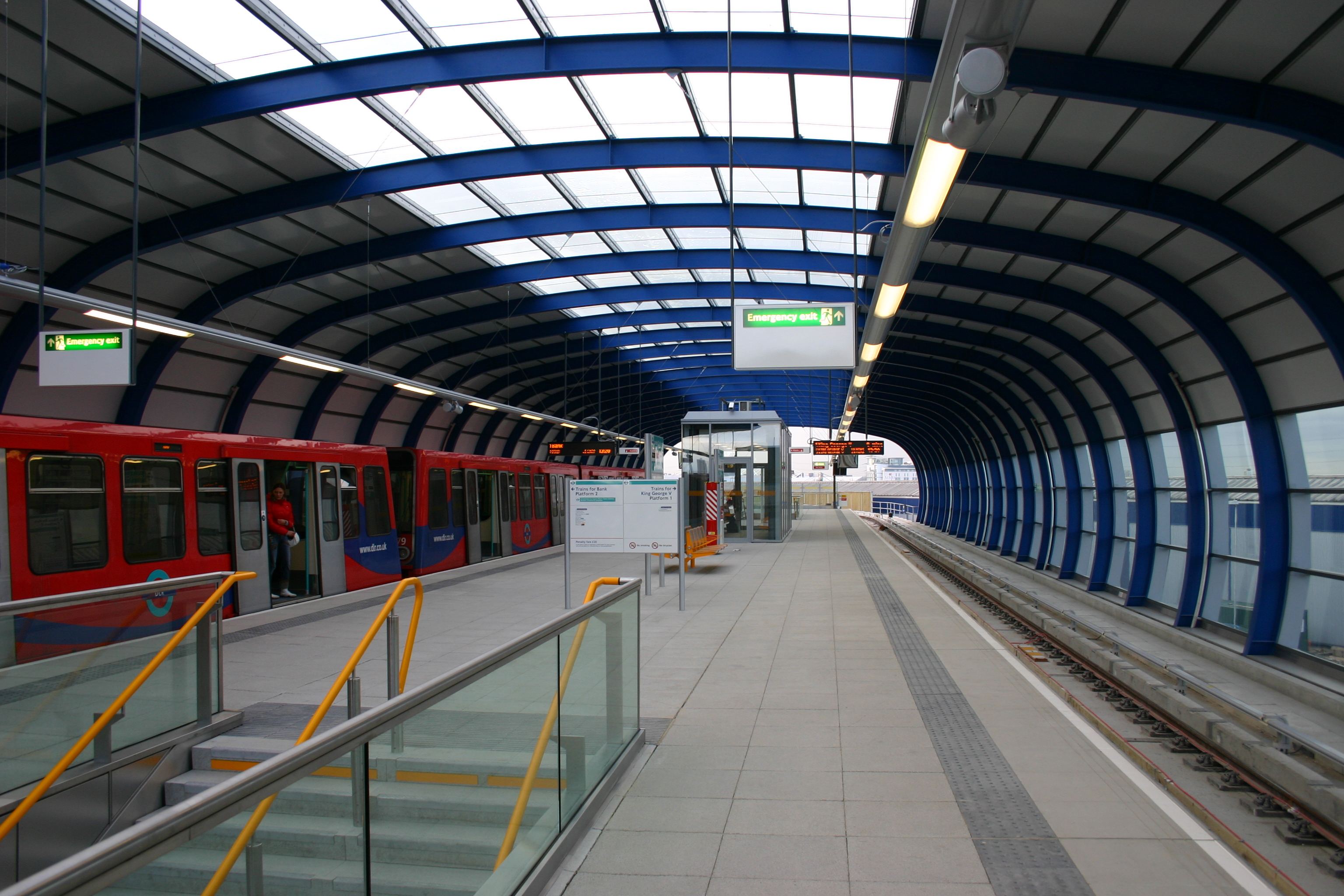
Estación London City Airport de DLR

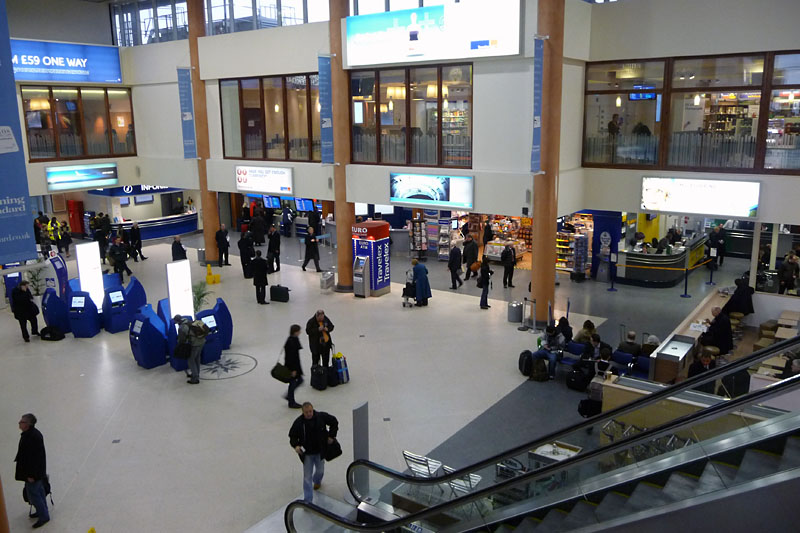
Zona terrestre de la terminal

La primera propuesta para la creación del aeropuerto la hizo Reg Ward, presidente de la antigua London Docklands Development Corporation, una organización estatal para el desarrollo de los Docklands, en 1981. La constructora Mowlem y la aerolínea Brymon Airways (la actual BA Connect) se interesaron por el proyecto, y enviaron a la LDDC un proyecto para un aeropuerto STOL. En 1982, un DHC Dash 7 aterrizó en la Isla de los Puertos, actual localización del aeropuerto, para demostrar la viabilidad del proyecto. Tras algunos problemas de planificación y un concurso público, en 1986 se celebró la ceremonia en la que el Príncipe Carlos colocó la primera piedra del aeropuerto en el lugar. Las obras duraron hasta octubre de 1987, cuando se produjeron los primeros despegues y aterrizajes, si bien el aeropuerto no fue inaugurado oficialmente por la Reina Isabel II hasta el 5 de noviembre.
Las dos primeras líneas aéreas en operar en el aeropuerto fueron Brymon Airways y Eurocity Express, posteriormente denominada London City Airways. La primera operaba vuelos a París, mientras que la segunda operaba rutas con Ámsterdam y Rótterdam
Situar un aeropuerto comercial en una zona aérea bastante congestionada como era la TMA (Terminal Movements Area, o Área de Movimientos Metropolitanos) de Londres, suponía un reto, por lo que para la ocasión se estableció una nueva autoridad aérea, Thames Radar (Radar del Támesis), encargada de proveer un servicio de radar en la zona y asegurar una distancia de seguridad entre los aviones que aterrizaran en el aeropuerto.
Desde su apertura, el aeropuerto ha sido ampliado en tres etapas. En una primera etapa se alargó la pista, originalmente de 1.080 metros de longitud; con ello se redujo el ángulo de aproximación de 7,5 a 5,5 grados, aún algo empinado para tratarse de un aeropuerto europeo. Posteriormente se construyó una zona de giro en el extremo Este de la pista de aterrizaje, obra que fue concluida en 2003.
El número de pasajeros ha ido creciendo de forma notable a lo largo de los años, con varios altibajos provocados por las circunstancias internacionales. En 1990, tres años después de su inauguración, el aeropuerto acogió un total de 230.000 pasajeros, cifra que se redujo al año siguiente de manera notable debido a la Guerra del Golfo hasta los 186.000 pasajeros. En 1993 se superaron los pasajeros de 1990 (245.000), un año más tarde, se duplicaron esas cifras (480.000 pasajeros en 1994), y el número de viajeros que utilizaron las instalaciones de Londres-City no dejó de crecer de manera espectacular hasta el año 2001, año en el que pasaron por el aeropuerto más de 1.600.000 pasajeros. Los atentados del 11 de septiembre de 2001 contra Estados Unidos provocaron una retracción generalizada en la aviación en todo el planeta, y Londres-City (que cerró dos días tras los atentados) perdió 200.000 pasajeros anuales hasta el año 2003, fecha en la que se inicia la recuperación. En el año 2002 había celebrado la llegada del pasajero número diez millones desde su inauguración. En 2005 rozó la cifra de los dos millones de pasajeros, y en el año 2006, último del que se disponen cifras, la superó ampliamente.

### El aeropuerto de la Ciudad de Londres, hoy
El aeropuerto de Londres-City se ha convertido en un importante complemento de los otros cuatro grandes aeropuertos londinenses, especialmente para el pasajero de negocios que proviene del Reino Unido o del resto de Europa Occidental. La presencia del aeropuerto, y del cercano ExCel Exhibition Centre  ha propiciado un importante crecimiento en la oferta hotelera de la zona de Canary Wharf y alrededores. Por otro lado, las rutas de aproximación al aeropuerto imponen fuertes restricciones a la altura de nuevos rascacielos en la zona, concretamente, un máximo de 245 m. Estas restricciones fueron acordadas por la UK Civil Aviation Authority (CAA) (Autoridad de Aviación Civil del Reino Unido) y el London City Airport (Aeropuerto de la ciudad de Londres).
Debido a lo céntrico de su situación, y, también, al agradable uso de sus instalaciones, el aeropuerto de la ciudad de Londres continúa experimentando espectaculares crecimientos en sus cifras de pasajeros, con crecimientos interanuales del 20%
El aeropuerto ha recibido varios galardones por parte de sus usuarios. Entre ellos se encuentran, por ejemplo, la medalla al mejor aeropuerto regional en el Reino Unido de 1997, el World Wide Marketing Award (cuatro veces, la última en 2003) o el Best Business Terminus (en cinco ocasiones, la última en 2002). En febrero de 2007 los lectores de la revista Wanderlust, especializada en viajes, escogieron la ciudad de Londres como el mejor aeropuerto del Reino Unido.

## El futuro del aeropuerto
En diciembre de 2006, las autoridades del aeropuerto publicaron un documento al que titularon The Master Plan (El Plan Maestro), en el que analizan las previsiones de crecimiento de Londres-City hasta el año 2030. Las líneas principales de este plan se pueden resumir en un aumento considerable de la capacidad del aeropuerto (tres millones y medio de pasajeros de capacidad para 2015 y ocho millones en 2030), pese a que no está prevista ni la construcción de otra pista ni el aterrizaje de aviones más grandes que los que ahora mismo operan en el aeropuerto.

## Aerolíneas y destinos

### Destinos nacionales
| Ciudades    | Nombre del aeropuerto    | Aerolíneas                                            | Aeronaves   | Frecuencias semanales |             |
| Reino Unido | Reino Unido              | Reino Unido                                           | Reino Unido | Reino Unido           | Reino Unido |
| ----------- | ------------------------ | ----------------------------------------------------- | ----------- | --------------------- | ----------- |
| Dundee      | Aeropuerto de Dundee     | Loganair                                              | ATR 42-500  |                       |             |
| Edimburgo   | Aeropuerto de Edimburgo  | British Airways operado por BA CityFlyer              | E-190       |                       |             |
| Glasgow     | Aeropuerto de Glasgow    | British Airways operado por BA CityFlyer              | E-190       |                       |             |
| Mánchester  | Aeropuerto de Mánchester | British Airways operado por BA CityFlyer (Estacional) | E-190       |                       |             |
| Sumburgh    | Aeropuerto de Sumburgh   | Loganair (parada en DND)                              | ATR 42-500  |                       |             |

### Destinos internacionales
| Ciudades por países  | Nombre del aeropuerto                          | Aerolíneas                                                                                 | Aeronaves              | Frecuencias semanales |        |
| Europa               | Europa                                         | Europa                                                                                     | Europa                 | Europa                | Europa |
| -------------------- | ---------------------------------------------- | ------------------------------------------------------------------------------------------ | ---------------------- | --------------------- | ------ |
| Alemania             |                                                |                                                                                            |                        |                       |        |
| Berlín               | Aeropuerto de Berlín-Brandeburgo Willy Brandt  | British Airways operado por BA CityFlyer                                                   | E-190                  |                       |        |
| Bremen               | Aeropuerto de Bremen                           | British Airways operado por SUN-AIR                                                        | Do-328JET              |                       |        |
| Düsseldorf           | Aeropuerto de Düsseldorf                       | British Airways operado por BA CityFlyer                                                   | E-190                  |                       |        |
| Fráncfort del Meno   | Aeropuerto de Fráncfort del Meno               | British Airways operado por BA CityFlyer Lufthansa Regional operado por Lufthansa CityLine | E-190                  |                       |        |
| Bélgica              |                                                |                                                                                            |                        |                       |        |
| Amberes              | Aeropuerto de Amberes-Deurne                   | Luxair                                                                                     | DHC-8 Q402             |                       |        |
| Dinamarca            |                                                |                                                                                            |                        |                       |        |
| Billund              | Aeropuerto de Billund                          | British Airways operado por SUN-AIR                                                        | Do-328JET              |                       |        |
| España               |                                                |                                                                                            |                        |                       |        |
| Barcelona            | Aeropuerto Josep Tarradellas Barcelona-El Prat | British Airways operado por BA CityFlyer                                                   | E-190                  |                       |        |
| Ibiza                | Aeropuerto de Ibiza                            | British Airways operado por BA CityFlyer                                                   | E-190                  |                       |        |
| Málaga               | Aeropuerto de Málaga-Costa del Sol             | British Airways operado por BA CityFlyer                                                   | E-190                  |                       |        |
| Palma de Mallorca    | Aeropuerto de Palma de Mallorca                | British Airways operado por BA CityFlyer                                                   | E-190                  |                       |        |
| San Sebastián        | Aeropuerto de San Sebastián                    | British Airways operado por BA CityFlyer                                                   | E-190                  |                       |        |
| Francia              |                                                |                                                                                            |                        |                       |        |
| París                | Aeropuerto de París-Orly                       | British Airways operado por BA CityFlyer                                                   | E-190                  |                       |        |
| Hungría              |                                                |                                                                                            |                        |                       |        |
| Budapest             | Aeropuerto de Budapest-Ferenc Liszt            | LOT Polish Airlines                                                                        | E-190STD               |                       |        |
| Irlanda              |                                                |                                                                                            |                        |                       |        |
| Dublín               | Aeropuerto Internacional de Dublín             | British Airways operado por BA CityFlyer                                                   | E-190                  |                       |        |
| Irlanda del Norte    |                                                |                                                                                            |                        |                       |        |
| Belfast              | Aeropuerto de la Ciudad de Belfast             | British Airways operado por BA CityFlyer                                                   | E-190                  |                       |        |
| Isla de Man          |                                                |                                                                                            |                        |                       |        |
| Isla de Man          | Aeropuerto de la Isla de Man                   | Loganair                                                                                   | ATR 72-600             |                       |        |
| Italia               |                                                |                                                                                            |                        |                       |        |
| Florencia            | Aeropuerto de Florencia                        | British Airways operado por BA CityFlyer                                                   | E-190                  |                       |        |
| Milán                | Aeropuerto de Milán-Linate                     | ITA Airways                                                                                | A220-171               | 18                    |        |
| Milán                | Aeropuerto de Milán-Malpensa                   | British Airways operado por BA CityFlyer                                                   | E-190                  |                       |        |
| Lituania             |                                                |                                                                                            |                        |                       |        |
| Vilna                | Aeropuerto de Vilna                            | LOT Polish Airlines                                                                        | E-190STD               |                       |        |
| Luxemburgo           |                                                |                                                                                            |                        |                       |        |
| Ciudad de Luxemburgo | Aeropuerto de Luxemburgo Findel                | British Airways operado por BA CityFlyer Luxair                                            | E-190 DHC-8 Q402       |                       |        |
| Países Bajos         |                                                |                                                                                            |                        |                       |        |
| Ámsterdam            | Aeropuerto de Ámsterdam-Schiphol               | British Airways operado por BA CityFlyer KLM operado por KLM Cityhopper                    | E-190 E-190STD         |                       |        |
| Róterdam             | Aeropuerto de Róterdam                         | British Airways operado por BA CityFlyer                                                   | E-190                  |                       |        |
| Polonia              |                                                |                                                                                            |                        |                       |        |
| Varsovia             | Aeropuerto de Varsovia-Chopin                  | LOT Polish Airlines                                                                        | E-190STD               |                       |        |
| Portugal             |                                                |                                                                                            |                        |                       |        |
| Lisboa               | Aeropuerto de Lisboa                           | TAP Portugal operado por TAP Express                                                       | E-190LR                |                       |        |
| Suiza                |                                                |                                                                                            |                        |                       |        |
| Ginebra              | Aeropuerto Internacional de Ginebra            | British Airways operado por BA CityFlyer Swiss                                             | E-190 A220-171         |                       |        |
| Zürich               | Aeropuerto Internacional de Zürich             | British Airways operado por BA CityFlyer Swiss operado por Helvetic Airways                | E-190 A220-171 E190-E2 |                       |        |

### Destinos estacionales
| Ciudades por países | Nombre del aeropuerto                                           | Aerolíneas                                                                                             | Aeronaves      | Frecuencias semanales |        |
| Europa              | Europa                                                          | Europa                                                                                                 | Europa         | Europa                | Europa |
| ------------------- | --------------------------------------------------------------- | --- | -------------- | --------------------- | ------ |
| Austria             |                                                                 | |                |                       |        |
| Salzburgo           | Aeropuerto de Salzburgo                                         | British Airways operado por BA CityFlyer                                                               | E-190          |                       |        |
| Croacia             |                                                                 | |                |                       |        |
| Split               | Aeropuerto de Split                                             | British Airways operado por BA CityFlyer                                                               | E-190          |                       |        |
| España              |                                                                 | |                |                       |        |
| Menorca             | Aeropuerto de Menorca                                           | British Airways operado por BA CityFlyer                                                               | E-190          |                       |        |
| Francia             |                                                                 | |                |                       |        |
| Bergerac            | Aeropuerto de Bergerac Dordogne Périgord                        | British Airways operado por BA CityFlyer British Airways operado por Eastern Airways para BA CityFlyer | E-190          |                       |        |
| Chambéry            | Aeropuerto de Chambéry                                          | British Airways operado por BA CityFlyer                                                               | E-190          |                       |        |
| Niza                | Aeropuerto Internacional de Niza-Costa Azul                     | British Airways operado por BA CityFlyer                                                               | E-190          |                       |        |
| Grecia              |                                                                 | |                |                       |        |
| Míconos             | Aeropuerto Nacional de Míconos                                  | British Airways operado por BA CityFlyer                                                               | E-190          |                       |        |
| Santorini           | Aeropuerto Nacional de Santorini (Thira)                        | British Airways operado por BA CityFlyer                                                               | E-190          |                       |        |
| Scíathos            | Aeropuerto Internacional de Scíathos - Alexandros Papadiamantis | British Airways operado por BA CityFlyer                                                               | E-190          |                       |        |
| Tesalónica          | Aeropuerto de Tesalónica                                        | British Airways operado por BA CityFlyer (inicia el 18 de junio de 2022)                               | E-190          |                       |        |
| Guernsey            |                                                                 | |                |                       |        |
| Guernsey            | Aeropuerto de Guernsey                                          | British Airways operado por BA CityFlyer (del 20 de junio al 2 de septiembre de 2022)                  | E-190          |                       |        |
| Islandia            |                                                                 | |                |                       |        |
| Reikiavik           | Aeropuerto Internacional de Keflavík                            | British Airways operado por BA CityFlyer                                                               | E-190          |                       |        |
| Italia              |                                                                 | |                |                       |        |
| Milán               | Aeropuerto de Milán-Linate                                      | British Airways operado por BA CityFlyer                                                               | E-190          |                       |        |
| Venecia             | Aeropuerto Internacional Marco Polo                             | British Airways operado por BA CityFlyer                                                               | E-190          |                       |        |
| Jersey              |                                                                 | |                |                       |        |
| Jersey              | Aeropuerto de Jersey                                            | British Airways operado por BA CityFlyer (del 20 de junio al 2 de septiembre de 2022)                  | E-190          |                       |        |
| Portugal            |                                                                 | |                |                       |        |
| Faro                | Aeropuerto de Faro                                              | British Airways operado por BA CityFlyer                                                               | E-190          |                       |        |
| República Checa     |                                                                 | |                |                       |        |
| Praga               | Aeropuerto de Praga                                             | British Airways operado por BA CityFlyer                                                               | E-190          |                       |        |
| Suiza               |                                                                 | |                |                       |        |
| Ginebra             | Aeropuerto Internacional de Ginebra                             | Swiss operado por Helvetic Airways                                                                     | A220-171 E-Jet |                       |        |

## Estadísticas
Ver fuente y consulta Wikidata.
| Puesto | Aeropuerto   | Pasajeros | Variación % |
| ------ | ------------ | --------- | ----------- |
| 1      | Ámsterdam    | 393.748   | 381,6%      |
| 2      | Edimburgo    | 304.035   | 234,3%      |
| 3      | Zúrich       | 293.822   | 495,8%      |
| 4      | Fráncfort    | 226.711   | 471,9%      |
| 5      | Dublín       | 206.945   | 287,2%      |
| 6      | Luxemburgo   | 181.670   | 669,9%      |
| 7      | Glasgow      | 176.763   | 204,1%      |
| 8      | Berlín       | 136.281   | 428,8%      |
| 9      | Belfast–City | 121.502   | 61,4%       |
| 10     | Düsseldorf   | 118.997   | 431,6%      |

## Accidentes
El viernes 13 de febrero de 2009 un avión de la compañía British Airways realizó un brusco aterrizaje en el aeropuerto de Londres-City, causando la rotura del tren delantero del avión. No hubo que lamentar muertos, pero sí tres heridos, ninguno de ellos grave. El avión estaba en la pista de aterrizaje rodeado de coches de bomberos, ambulancias y coches de policía. "Parece que los policías y los bomberos han trabajado muy diligentemente y han logrado mantener todo bajo control", declaró uno de los pasajeros.